# Ōmiwa-jinja
Pour les articles homonymes, voir Ōmiwa-jinja (Ichinomiya).

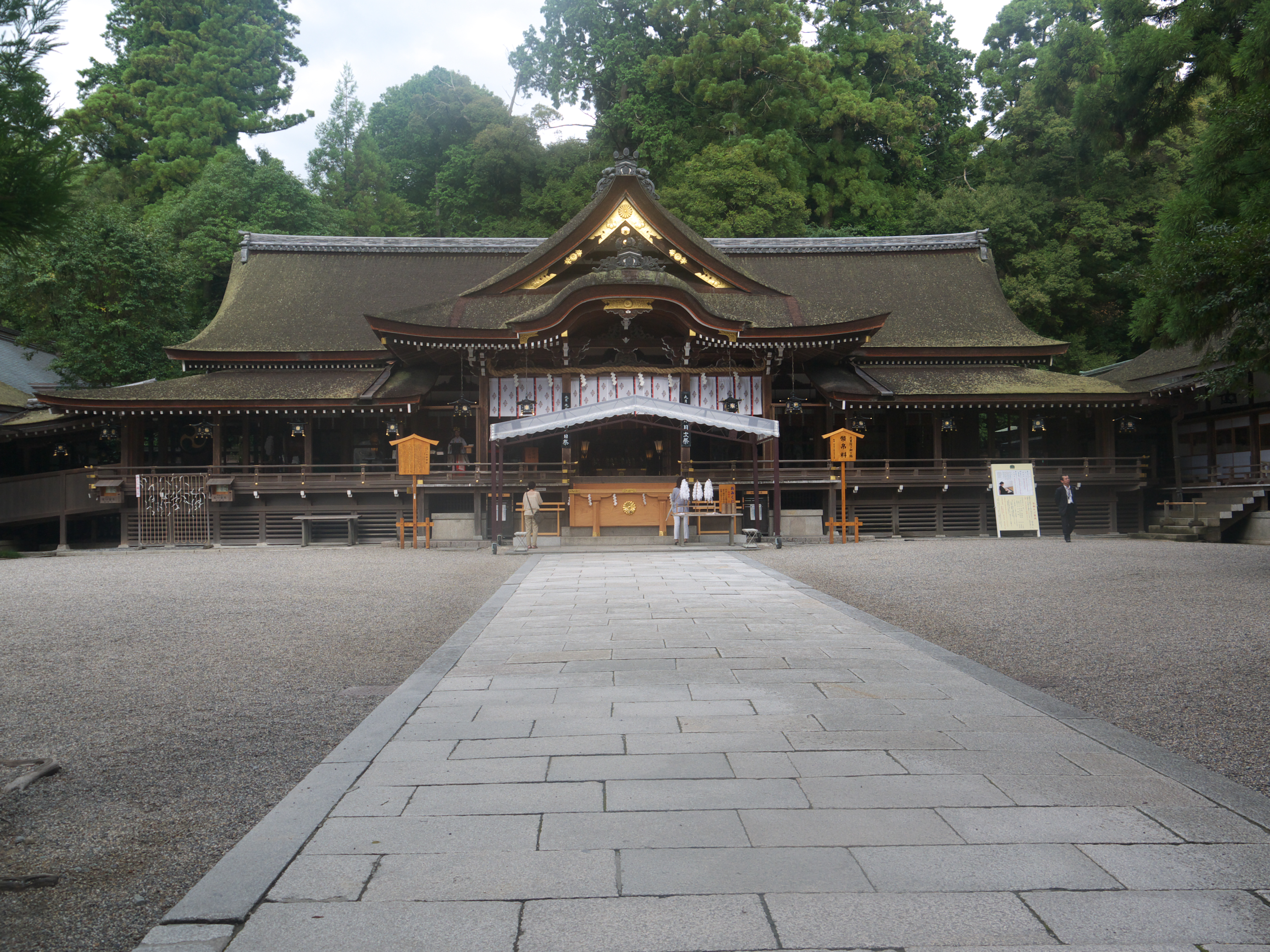
Omiwa-jinja.

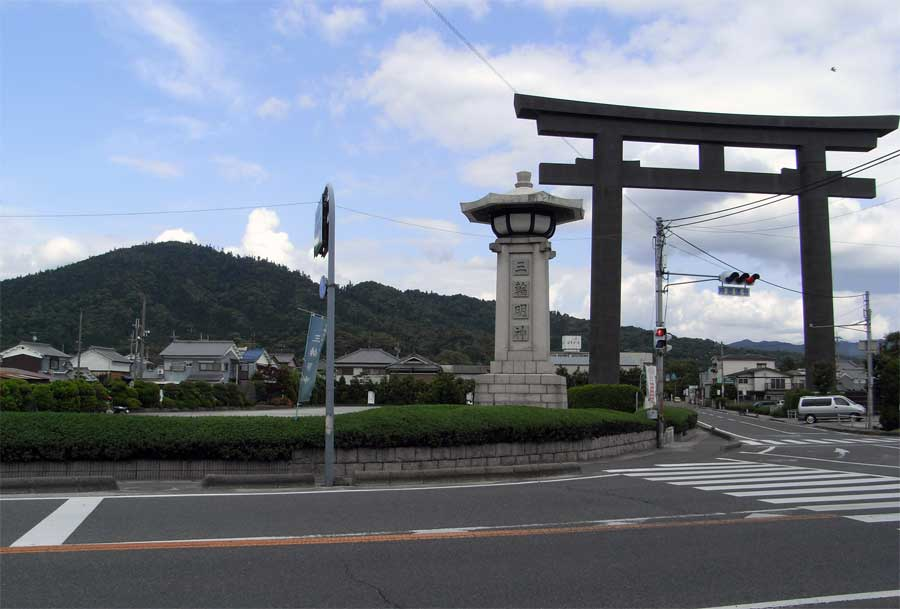
Grand torii en face du mont Miwa.

L'Ōmiwa-jinja (大神神社), aussi connu sous le nom Miwa-jinja (三輪神社, alternativement écrit 三輪明神, Miwa-myōjin), est un sanctuaire shinto situé dans la ville de Sakurai, préfecture de Nara au Japon. Le sanctuaire est remarquable en ce qu'il ne contient pas d'images ou d'objets sacrés car il est censé servir le mont Miwa, la montagne sur laquelle il se trouve. Pour la même raison, il possède un bâtiment du culte (拝殿, haiden), mais pas d'endroit où héberger la divinité (神殿, shinden). De ce point de vue, il représente ce à quoi devaient ressembler les premiers sanctuaires shintoïstes. Le sanctuaire Ōmiwa est un des plus anciens sanctuaires existants au Japon et son site a été une terre sacrée depuis le koshintō, les plus anciennes pratiques religieuses au Japon. Pour cette raison, il est parfois désigné comme étant le premier sanctuaire du Japon. Ōmiwa-jinja est le sanctuaire tutélaire des brasseurs japonais de saké.

## Histoire

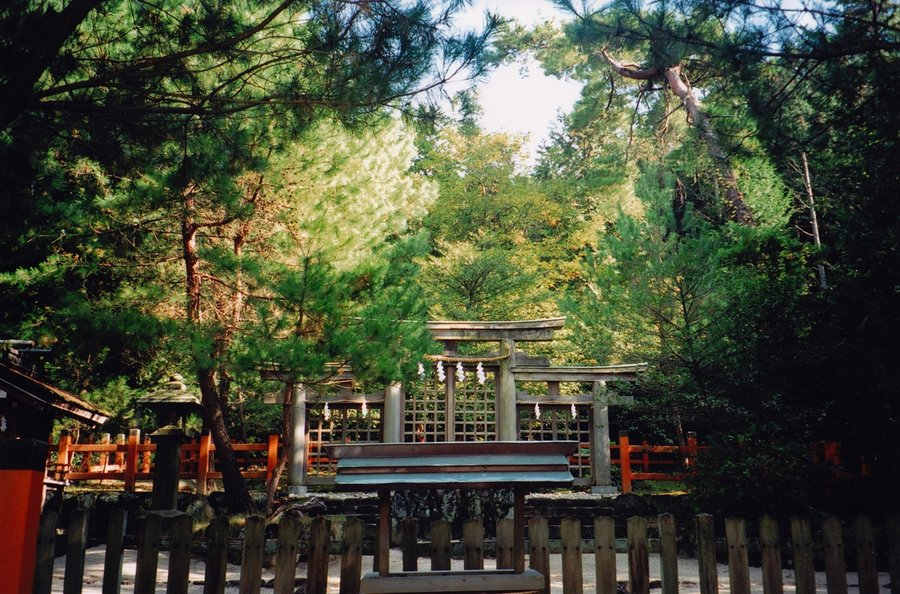
Hibara-jinja, un sessha d'Ōmiwa-jinja où Amaterasu, Izanagi et Izanami sont sacrés, considéré l'origine d'Ise-jingū (Moto-ise).

L'histoire de Ōmiwa-jinja est étroitement associée au mont Miwa et aux pratiques religieuses entourant la montagne. Au début de la période Kofun, les rois et les chefs Yamato se consacrent au culte des kamis sur le mont Miwa et l'Ōmiwa-jinja est la principale institution de cet aspect du culte. Le style de shinto entourant Miwa est plus tard connu sous le nom « shinto Miwa » et se distingue des pratiques antérieures par une théologie plus structurée.
Le sanctuaire bénéficie du patronage impérial au début de l'époque de Heian. En 965, l'empereur Murakami ordonne que des messagers impériaux soient envoyés pour informer des événements importants les kamis gardiens du Japon. Ces heihaku sont d'abord présentés à seize sanctuaires, dont Ōmiwa.
Ōmiwa est désigné sanctuaire shinto principal (ichi-no-miya) pour l'ancienne province de Yamato.
De 1871 jusqu'en 1946, Ōmiwa est officiellement désigné un des kanpei-taisha (官幣大社) dans le cadre du système moderne de classement des sanctuaires shinto, ce qui signifie qu'il figure au premier rang des sanctuaires soutenus par l'État.

## Signification religieuses
L'Ōmiwa-jinja est directement lié au mont Miwa en ce que la montagne est le shintai du sanctuaire, ou « corps du kami », au lieu d'être d'un bâtiment abritant un « corps de kami ». Ce type de culte de la montagne (shintai-zan) qu'on trouve dans les formes primitives du shinto, a aussi été employé au Suwa-taisha de Nagano et anciennement à Isonokami-jingū à Nara et à Munakata-taisha à Fukuoka.
Selon la chronique Nihon Shoki, l'empereur Sujin en appelle au kami du mont Miwa quand le Japon est affligé de la peste. En réponse, le kami Ōmononushi exige que des rituels soient exécutés à son intention au mont Miwa. Il exige ensuite que les rites soient dirigés par Ōtata Neko, son fils moitié-kami, moitié-humain, né de l'union avec une femme du clan Miwa. Ōtata Neko accomplit les rites de façon satisfaisante mais la peste se répand. Un bâtiment dédié à Ōtata Neko a plus tard été érigé en son honneur.
Un légendaire serpent blanc qui vivrait dans et autour du sanctuaire serait l'un des kamis qui y sont vénérés. De fait, les serpents et le culte des serpents représentent une part importante des mythes entourant le mont Miwa comme du shintoïsme primitif en général.

### Sanctuaires auxiliaires
Le complexe du sanctuaire Ōmiwa comprend de notables complexes auxiliaires (setsumatsusha), dont 12 sessha (摂社, sanctuaire auxiliaire) et 28 massha (末社, sanctuaire branche), indiqués par de petits bâtiments relevant de la juridiction de Ōmiwa. Le sessha Ikuhi-jinja, par exemple, est dédié au kami nommé « brasseur de saké de Ōmiwa » le 4e mois de la 8e année du règne de l'empereur Sujin. Un poème associé à Ikuhi aurait été composé par l'impératrice Jingu à l'occasion d'un banquet donné en l'honneur de son fils, l'empereur Ōjin :
Ceci est un sake sacré

N'est pas mon sake sacré.

Ce sake sacré brassé par Ōmononushi

Il y a combien de temps

Il y a combien de temps.

## Architecture

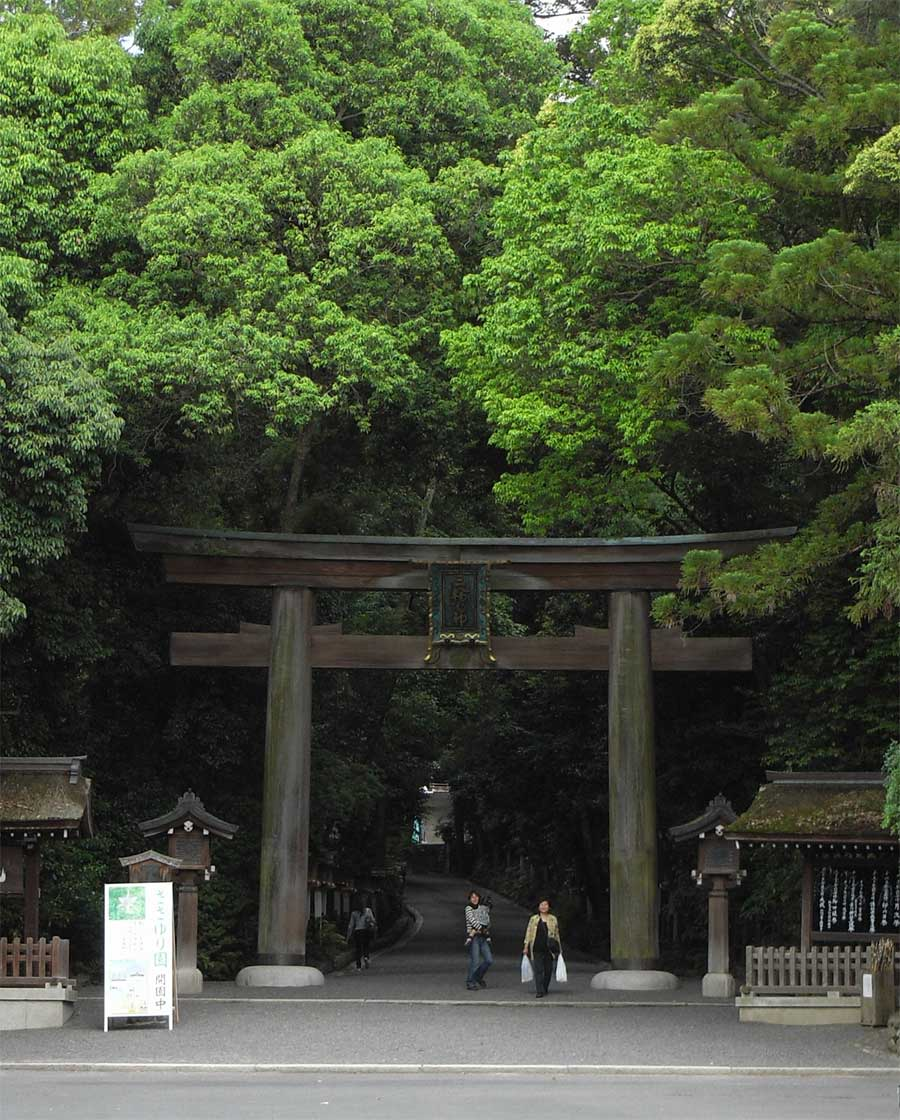
Deuxième torii menant au sanctuaire intérieur.

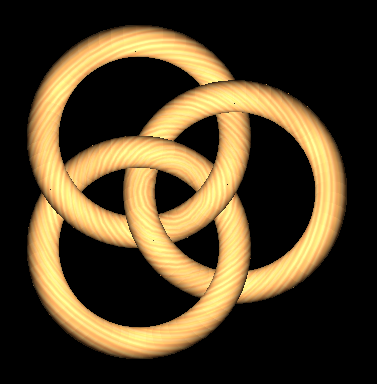
Motif d'anneaux borroméens.

Ōmiwa-jinja est situé dans une forêt tranquille et construit directement en face du mont Miwa. Un ancien cèdre du Japon qui se trouve dans l'enceinte du sanctuaire est considéré sacré. La montagne elle-même sert de honden, c'est-à-dire de bâtiment principal à la place d'un bâtiment fait de la main de l'homme.
Des décorations en forme d'anneaux borroméens se retrouvent partout dans les bâtiments du sanctuaire. Cette ornementation symbolise les trois anneaux car « Miwa » est écrit avec le kanji pour « trois » (三) et « anneau » (輪).
Construit en 1984, le torii de 32 m sur le sandō est le deuxième plus élevé du Japon. Le sanctuaire possède également un grand torii shime, forme ancienne de porte faite seulement avec deux montants et une corde appelée shimenawa. C'est l'un des rares sanctuaires qui possède un « torii triple » (torii miwa). Cette porte est aussi l'une des rares à disposer effectivement de portes, ce qui interdit l'accès à la montagne qu'elle vénère.
L'ensemble de Ōmiwa-jinja est constitué de bâtiments construits depuis les temps anciens jusqu'à l'époque d'Edo.

## Trésors nationaux

### Biens culturels importants
- L'ensemble du complexe du sanctuaire.
- Le haiden (bâtiment du culte) du XVIIe siècle, construit avec une couverture faite d'écorce de cyprès du Japon[12].
- Le « torii triple » (torii miwa)[13].
- Le shinden dédié à Ōtata Neko.
- Armure complète, laquée en rouge.
- Une copie du Livre de Zhou, 19e rouleau.

## Source de la traduction
- (en) Cet article est partiellement ou en totalité issu de l’article de Wikipédia en anglais intitulé « Ōmiwa jinja » (voir la liste des auteurs).